# Нови Шалдорф-Седлешовице
Нови Шалдорф-Седлешовице (чеш. Nový Šaldorf-Sedlešovice) је насељено мјесто са административним статусом сеоске општине (чеш. obec) у округу Знојмо, у Јужноморавском крају, Чешка Република.

## Становништво
Према подацима о броју становника из 2014. године насеље је имало 1.376 становника.